# 阿尔伯特·安东尼奥·德·保拉
阿尔伯特·安东尼奥·德·保拉 (贝托)（Alberto Antônio de Paula (Beto)，1987年5月31日—），是一名巴西职业足球运动员。

## 俱乐部生涯
2006年，贝托在帕尔梅拉斯开始职业足球生涯，并在此后被租借到伊图阿诺、尤文图斯竞技、庞特普雷塔、美洲和伯拉根森竞技等巴西各级联赛球队。
2009年1月，贝托自由转会到波兰足球甲级联赛球队华沙克拉科夫，虽然帕尔梅拉斯认为贝托已经和俱乐部延长一年的合约，但巴西足协最终认定他具备自由转会的资格。1月22日，贝托正式加盟华沙克拉科夫。贝托为华沙克拉科夫在联赛中出场6次，在波兰杯出场2次，但都没有取得进球。赛季结束后，华沙克拉科夫认为贝托的表现未能达到俱乐部的预期效果，宣布不再延长与他的合同。
7月，贝托前往中国足球超级联赛球队江苏舜天试训，江苏舜天已经确定和他签约，但最终贝托回巴西踢球，并在2009年9月和伯拉根森竞技签订一份三年的工作合同。2009年12月17日，中超升班马南昌八一正式宣布和贝托签约。2010赛季贝托出场29次打进7球，是南昌队内的第二射手，但赛季结束后南昌衡源并没有和贝托续约。
2011年3月23日，中甲球队深圳凤凰在球员注册的最后时期，敲定了自己的最后一名外援。贝托和球队签订了一份为期三个月的短期合同。他只为深圳凤凰出场7次，其中联赛5次，足协杯2次，并在5月4日的足协杯第一轮深圳凤凰3比0击败沈阳东进的比赛中打进加盟球队的唯一一个进球。2011年6月，贝托在合同到期后离开球队。